# 鞍马出行图
《鞍马出行图》是北齐墓道壁画，1979年出土于山西省太原市娄睿墓。是中华人民共和国禁止出国（境）展览文物之一。现藏山西博物院。
墓主娄睿是北齐太后婁昭君哥哥的兒子。
壁画位于墓道西壁中栏，以长卷式展开。画面构图新颖，层次分明，人物生动，表情逼真，技法娴熟，具有浓厚的生活气息，堪称中国美术史上的杰作。